# Curcuma corniculata
Curcuma corniculata là một loài thực vật có hoa trong họ Gừng. Mẫu định danh: Jana Leong-Škorničková, Trần Hữu Đăng, Otakar Šída, Udone Souvannakhoummane & Kittisack Phoutthavong JLS-1752 thu thập ngày 20 tháng 6 năm 2012 ở tọa độ 19°45′16,6″B 102°2′56,7″Đ / 19,75°B 102,03333°Đ, cao độ 866 m, Ban Long Lao Mai, Luang Phrabang, Lào.

## Từ nguyên
Tính từ định danh corniculata (giống đực: corniculatus, giống trung: corniculatum) có nguồn gốc từ tiếng Latinh, nghĩa là "sừng nhỏ", nói tới các chóp giống như sừng của cánh môi.

## Phân bố
Loài này có tại vùng xung quanh Luang Prabang, Lào. Trong thảm thực vật tre trúc mọc trên các mỏm đá vôi, ở độ cao 800–900 m.

## Mô tả
Tương tự như Curcuma glans, nhưng khác ở chỗ các thùy tràng hoa màu đỏ (so với màu trắng hoặc trắng với ánh đỏ), cánh môi hình kim cương, màu da cam tươi với chóp giống như sừng cong ra ngoài (so với cánh môi hình trứng ngược màu trắng với dải giữa và đỉnh màu vàng kim) và các nhị lép bên màu da cam tươi với mảng màu tía sẫm ở gốc (so với nhị lép bên màu trắng với đáy màu tía và đỉnh màu vàng kim).